# Nationalpark Soomaa
Der Soomaa–Nationalpark (estn. Soomaa rahvuspark; „Soomaa“ bedeutet wörtlich „Sumpfland“) wurde am 8. Dezember 1993 zum Schutz der Moore, Sümpfe, Auen und Wälder Südwest-Estlands gegründet. Seine vier großen Moore Kuresoo, Valgeraba, Kikepera und Öördi liegen im Einzugsgebiet des Flusses Pärnu und werden durch weitere Flüsse voneinander getrennt. 1997 wurde der Nationalpark zu einem CORINE-Biotop und damit in den Kreis der wichtigen Naturschutzgebiete Europas aufgenommen und 1998 wurde vorgeschlagen, Soomaa in die Liste des UNESCO-Weltkulturerbes aufzunehmen.
Am 5. Juni 1997 erfolgte die Aufnahme unter der Ramsar Gebietsnummer 912 in die Liste der Ramsar–Feuchtgebiete in Estland mit einer schutzwürdigen Fläche von 396,39 km².

## Beschreibung
Der Nationalpark besteht aus einem großen Areal mit vier großen Moorgesellschaften die durch Flüsse wie den Pärnu und Bäche mit ihren Auen voneinander separiert werden. Im Umfeld der Moore bestehen große Überflutungsflächen mit Seen, Bruchwäldern, Sumpfwäldern und Feuchtwiesen die eine wichtige Rolle bei der Regulierung der Grundwasserspiegel, der Wasserqualität und zum Schutz bei Hochwasser in der Region darstellen. Das gesamte Feuchtgebiet ist das wichtigste Gebiet dieser Art im Südwesten von Estland und beherbergt eines von zwei am besten erhaltenen Mooren Estlands mit einer hohen Anzahl international geschützter Arten. Es bestehen in Soomaa auf Teilbereichen sandige Flächen mit Binnendünen und Heidegebieten.
Charakteristisch für den Park ist die sogenannte „fünfte Jahreszeit“. In dieser Zeit zwischen Winter und Frühling kommt es regelmäßig zu Überflutungen, die sich im sogenannten „Riisa-Überflutungsgebiet“ bis auf eine maximale Fläche von 110 km² ausdehnen. 115,3 km² in der Kernzone des Nationalparks gehören zu den von der European Wilderness Society zertifizierten Wilderness-Gebieten.
- Drohnenvideo des Nationalparks 2023

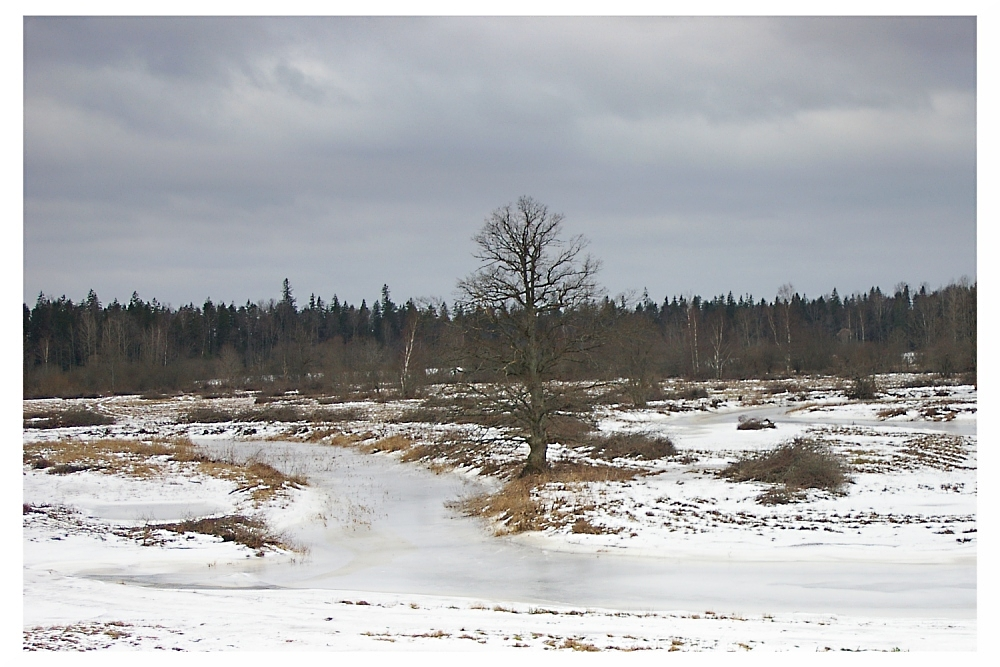
Auenlandschaft im Winter 2008, Soomaa Nationalpark
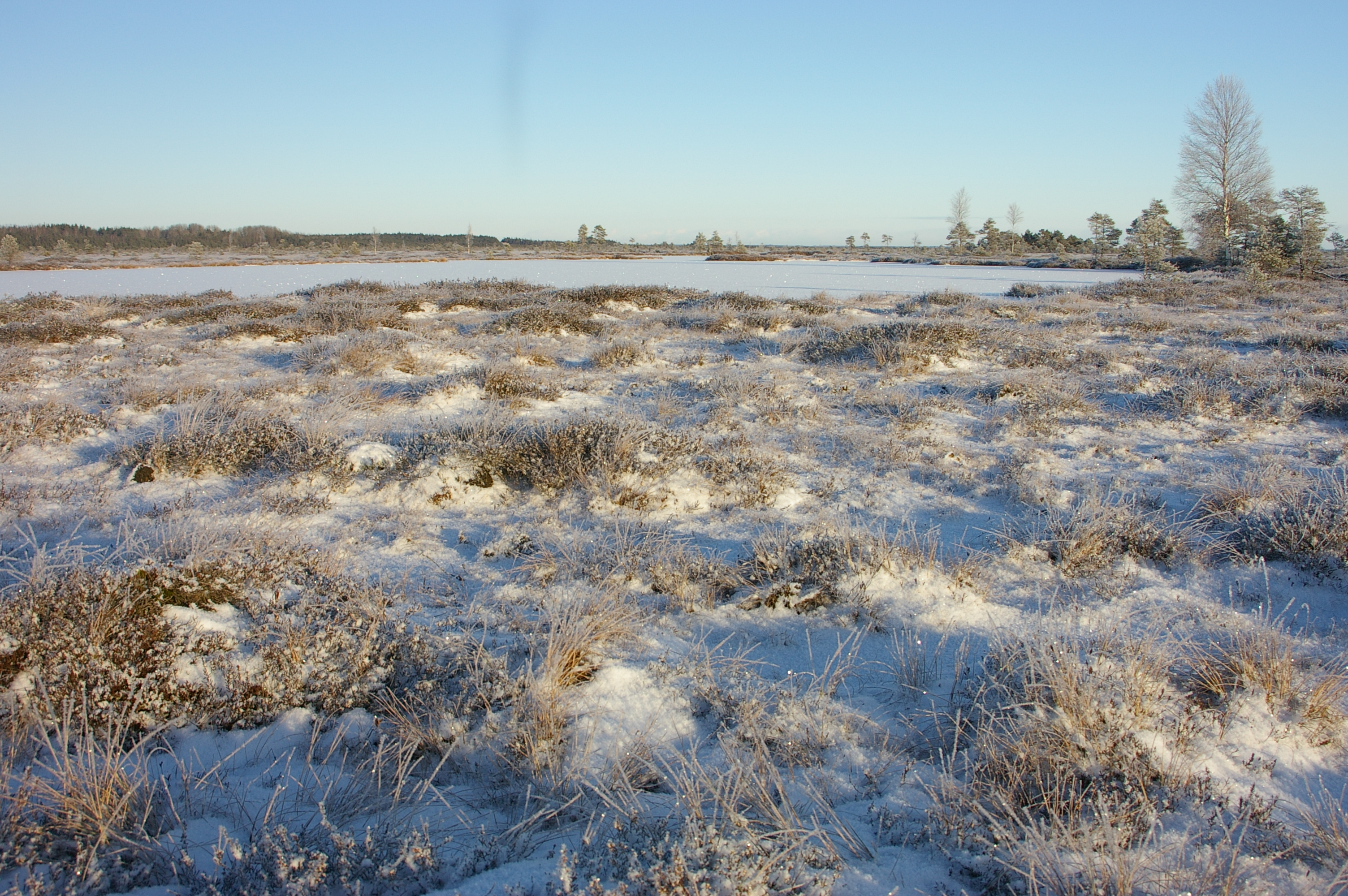
Ein gefrorenes Moor im Winter 2009, Soomaa Nationalpark
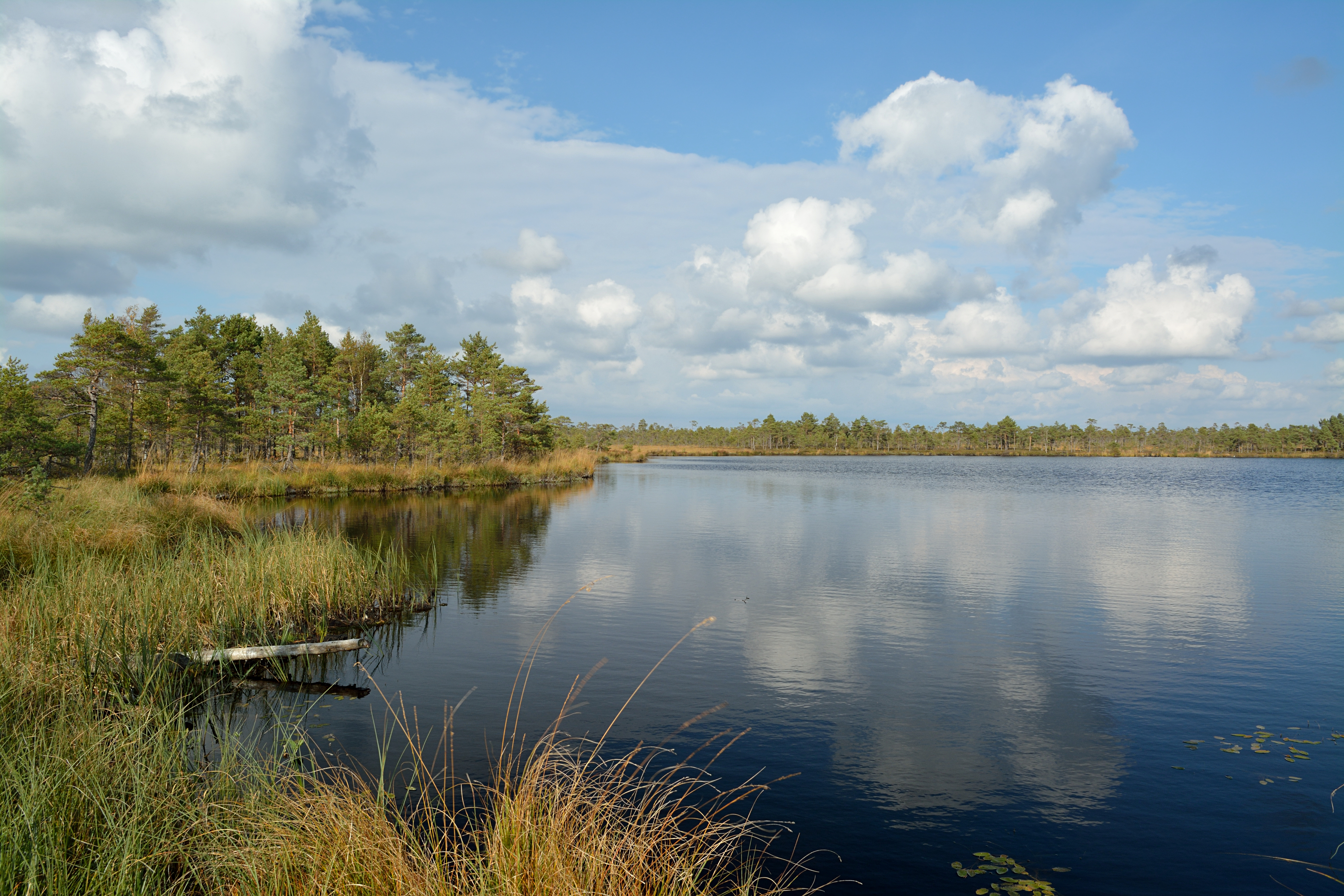
Öördi See im September 2013
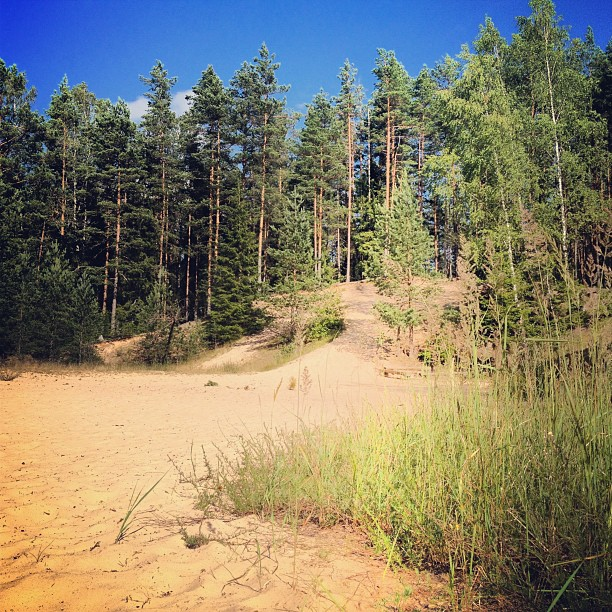
Sanddüne im Juli 2012, Soomaa Nationalpark

## Flora
Sooma liegt in der europäischen Zone der hemiborealen Nadel-Laubmischwälder.
Zur Flora zählen besondere Arten wie der Gelbe Frauenschuh (Cypripedium calceolus), der vom Aussterben bedrohte Wiesen-Siegwurz (Gladiolus imbricatus), die Sibirische Schwertlilie (Iris sibirica), die Große Fetthenne (Sedum telephium), Cinna latifolia, die Wiesen-Kuhschelle (Pulsatilla pratensis) oder der Sumpf-Bärlapp (Lycopodiella inundata).

## Fauna
Im Gebiet wurden folgende Säugetiere mit hoher Schutzwürdigkeit nachgewiesen: Wolf (Canis lupus), Europäisches Gleithörnchen (Pteromys volans), Eurasischer Luchs (Lynx lynx), Fischotter (Lutra lutra), Braunbär (Ursus arctos) und der Europäische Biber (Castor fiber).

### Avifauna
Von den Vögeln, die im Nationalpark nachgewiesen wurden, sind folgende Arten von besonderer Bedeutung: Die Doppelschnepfe (Gallinago media), Eisvogel (Alcedo atthis), Regenbrachvogel (Numenius phaeopus), Goldregenpfeifer (Pluvialis apricaria), Wachtelkönig (Crex crex), Steinadler (Aquila chrysaetos), Alpenstrandläufer (Calidris alpina), Neuntöter (Lanius collurio), Bruchwasserläufer (Tringa glareola), Schelladler (Clanga clanga), Merlin (Falco columbarius), Wiesenweihe (Circus pygargus), Schreiadler (Clanga pomarina) und das Moorschneehuhn (Lagopus lagopus).

### Fische
Die Wasserflächen und miteinander verbundenen Wassersysteme stellen für den Hecht (Esox lucius) einen idealen und wichtigen Lebensraum dar.

### Muscheln
Die Bachmuschel (Unio crassus) wurde in den Bächen und Flüssen nachgewiesen und ist international eine stark gefährdete Art, die besonders geschützt ist.

## Tourismus
Der Park eignet sich für Erkundungen mit Kanu und Kajak oder Wanderungen auf markierten Wegen. Im Winter ist es möglich das Moor zu Fuß, mit Skiern oder Schneeschuhen zu betreten. Entlang der Flüsse sind Rastplätze mit Feuerstellen eingerichtet, welche auch für Wassersportler nutzbar sind. Beeren sowie Pilze sammeln und das Fischen ist bis auf einige Einschränkungen in den besonders geschützten Bereichen des Parks erlaubt (Informationen im Besucherzentrum). Ein Besucherzentrum mit einer Ausstellung liegt im Ort Tipu.